# Pine Barrens (episodio de Los Soprano)
"Pine Barrens" es el trigésimo séptimo episodio de la serie de HBO Los Soprano y el undécimo de la tercera temporada de la serie. Fue escrito por Terence Winter y Tim Van Patten, dirigido por Steve Buscemi y estrenado el 6 de mayo de 2001 en Estados Unidos.
El título es una referencia a Pine Barrens, un área natural protegida por la Reserva Nacional de Pinares de Nueva Jersey en el sur del estado, que es donde se desarrolla gran parte del episodio.

## Protagonistas
- James Gandolfini como Tony Soprano.
- Lorraine Bracco como Dr. Jennifer Melfi
- Edie Falco como Carmela Soprano.
- Michael Imperioli como Christopher Moltisanti.
- Dominic Chianese como Corrado Soprano, Jr.
- Steven Van Zandt como Silvio Dante.
- Tony Sirico como Paulie Gualtieri.
- Robert Iler como A.J. Soprano
- Jamie-Lynn Sigler como Meadow Soprano.
- Aida Turturro como Janice Soprano.
- Joe Pantoliano como Ralph Cifaretto.
- Steve Schirripa como Bobby 'Bacala' Baccalieri.

### Otros protagonistas
- Tom Aldredge como Hugh De Angelis.
- Vitali Baganov como Valery.
- Jason Cerbone como Jackie Aprile, Jr.
- Oksana Lada como Irina Peltsin.
- Annabella Sciorra como Gloria Trillo.
- Suzanne Shepherd como Mary De Angelis.

## Resumen del episodio
Gloria visita a Tony en el barco, pero mientras él está fuera recibe una llamada de Irina, a la cual contesta Gloria. Tony llega y Gloria le pasa la llamada, que asegura que es una persona del instituto de Anthony Jr. Tony, sin embargo, admite la verdadera identidad de la llamada y Gloria se enfurece por no haberle dicho antes la verdad.
Poco después Tony llama a Paulie para que vaya a recoger el dinero de Silvio de unos rusos. Paulie y Christopher se presentan en casa de Valery en Fair Lawn, el ruso que les debe dinero, junto a Christopher. Sin embargo, y pese a que Valery les paga los 5000 dólares, se produce un enfrentamiento entre ellos que acaba con Valery supuestamente muerto. Christopher y Paulie lo meten en el maletero y traman un plan para deshacerse del cuerpo, ya que Tony va a reunirse poco después con Slava, el jefe y amigo de Valery, que es quien lava el dinero de Tony. Paulie propone llevar el cuerpo a Pine Barrens, al sur de Nueva Jersey, una zona de bosques que está completamente nevada, y enterrarlo allí. Cuando llegan, y al sacarlo del maletero, descubren que Valery está aún vivo y lo llevan a un lugar retirado para que comience a cavar una zanja. Pero en un momento de despiste, Valery ataca a Christopher y Paulie y huye. Ambos lo persiguen y Paulie consigue dispararle, supuestamente en la cabeza, pero consigue huir. Tras mucho buscar el cuerpo, deciden dejarlo porque creen que está muerto y comienzan a buscar el coche en el que han llegado a Pine Barrens.
Mientras, Tony trata de averiguar cómo se está desarrollando el asunto de Valery y se preocupa porque tiene que ir a visitar a Slava y cree que si se entera de lo ocurrido puede tenderle una trampa. Tony llega a su cita con Slava y hablan sobre Valery, tras algunas preguntas de Tony para tantear. Slava asegura que Valery es "como un hermano" para él, pero que está metido en asuntos de drogas, pero que, aun así, "haría cualquier cosa por él". Tony llama preocupado a Paulie y le revela que, según Slava, Valery es un experto militar que le salvó la vida en Chechenia y mató a dieciséis chechenos él solo. Después de esta información, Paulie y Christopher deciden retomar la búsqueda del cuerpo. Las horas pasan y el estado de nervios de los mafiosos aumenta con el tiempo, ya que no encuentran a Valery, hace mucho frío, admiten que se han perdido en la nieve y Paulie ha perdido un zapato, por lo que teme que se le congele. Además Christopher tiene una herida en la cabeza por el golpe de Valery. Ya en estado de completa desesperación, y en plena noche cerrada, encuentran una furgoneta y acuden rápidamente a refugiarse en ella.
Meadow continúa su relación con Jackie Aprile, pero lleva unos días enferma y nota que Jackie trata de evitarla. Una de las noches, Meadow llama a Jackie para que vaya a la residencia de estudiantes a pasar tiempo con ella, pero Jackie responde que no puede porque tiene que llevar el coche de su madre al taller. Ante la extraña respuesta, Meadow sospecha de que Jackie la está engañando y le pide a una compañera que vayan en coche a vigilarle. Pese a que Meadow se encuentra con fiebre, las dos montan guardia frente a la casa de Jackie para tratar de averiguar algo. Justo antes de decidir marcharse, Jackie aparece con una amante y Meadow deja su relación con él.
Por su parte Tony va a casa de Gloria para cenar, pero se retrasa porque los padres de Carmela llegaron a casa y dijeron que Hugh debe operarse tras su visita al oftalmólogo. En casa de Gloria, Tony recibe otra llamada desesperada de Paulie, que le dice que aún están en Pine Barrens, prácticamente congelados, perdidos y sin encontrar a Valery, por lo que le pide que acuda a rescatarlos. Tony acepta y se dirige a su encuentro junto a Bobby "Baccala" Baccalieri, que es un experto senderista. Finalmente, pero a la mañana siguiente, Tony y Bobby encuentran a Paulie y Christopher y regresan a casa. Sin embargo, Tony advierte a Paulie de que es capitán y que, como tal, si se descubre el asunto de Valery deberá solucionarlo él solo sin que nada le "salpique" a Tony.
Durante la sesión con la Doctora Melfi, Tony admite que la mujer a la que lleva tiempo visitando es Gloria Trillo, una de sus pacientes. La Doctora Melfi, que tenía sus sospechas, le pregunta a Tony que si la personalidad de Gloria e Irina le "recuerda a otra mujer" en referencia a su madre Livia. Tras una larga pausa, Tony agita levemente la cabeza y se limita a encogerse de hombros.

## Fallecidos
No está claro si Valery finalmente resultó muerto o no. Paulie consigue dispararle en la cabeza con su pistola, pero se ve a Valery levantándose y continuar huyendo. Además el cuerpo nunca fue descubierto. David Chase aseguró que no intentaron hacer un arco narrativo con el episodio. El material promocional de HBO lista a Valery como muerto.
Sin embargo, Terence Winter aseguró que "esa es la pregunta que más me han formulado. '¿Dónde está el ruso? ¿Qué pasó con el ruso?' Queremos mantener esto como algo ambiguo. Ya sabes, no todo en la vida tiene una respuesta". Por su parte, Chase se mostró igualmente misterioso en cuanto a qué pasó finalmente con Valery.

## Música
- La canción que suena durante los créditos finales es el aria "Sposa son disprezzata" de la ópera Bajazet de Antonio Vivaldi, interpretada por Cecilia Bartoli. Ésta es la misma canción que abre el siguiente episodio, "Amor Puro".
- AJ está viendo el videoclip "Coffee & TV" de Blur.[3]
- Cuando Gloria Trillo llega al muelle para entrar en el barco de Tony suena la canción de Van Morrison "Gloria".[3]